# 门捷列夫对化学元素的预测
基于元素从轻到重体现出的一些规律，德米特里·门捷列夫于1869年公布了一张元素周期表。在提出他的周期表时，门捷列夫发现表格中有几个空缺，他预测了这些尚未发现元素的存在，它们将具有符合规律的性质。门捷列夫将这些元素命名为类硼 (eka-boron)、类铝 (eka-aluminium)、类锰 (eka-manganese) 和类硅 (eka-silicon)，它们的质量数分别是44，68，72和100。

## 前缀
为了给预测的元素起一个临时的名字，门捷列夫使用了来自梵语数字1、2、3的前缀 eka-，dvi- 或 dwi- 和 tri- ，使用哪个前缀取决于这个元素位于其表中的已知的同族元素下方第一个，第二个，或是第三个。例如，锗在其 1886 年被发现前曾被命名为类硅 (eka-silicon)，铼在 1926 年被发现前曾被命名为二类锰（dvi-manganese）。
 前缀也被其他理论化学家使用，而非仅仅在门捷列夫一人的预测中。在被发现之前，钫曾被命名为类铯 (eka-caesium)，砹曾被命名为类碘 (eka-iodine)。即使是现在， 也有时被用于代替某些超铀元素，例如将120号元素 Ubn 称为类镭 (eka-radium)。但目前 IUPAC 的正式方法是使用基于元素原子序数的系统元素名称作为临时名称，而不是像这些前缀所追求的那样基于该元素在元素周期表中的位置。

## 原始预测
门捷列夫预言的四个轻于稀土元素的元素，类硼（eka-boron, Eb，位于5号元素硼的下方）、类铝（eka-aluminium, Ea 或 El ，位于13号元素铝的下方）、类锰（eka-manganese, Em，位于25号元素锰的下方）和类硅（eka-silicon, Es，位于14号元素硅的下方），很好地给出了21号元素钪、31号元素镓、43号元素锝和32号元素锗的性质，其中每一种都填补了门捷列夫在周期表中指定的空位。
门捷列夫给出的这四种元素的名称分别是 экаборъ (ekaborʺ)、экаалюминій (ekaaljuminij)、экамарганецъ (ekamarganecʺ)，以及有代表性的 экасилицій (ekasilicij)，都采用了1917年改革之前的俄语正写法。
最初版本的元素周期表没有将稀土元素从过渡金属中析分出来，这解释了门捷列夫对重的未知元素预测不如轻元素准确以及稀土元素没有那么为人所知或有据可查的原因。
拉尔斯·弗雷德里克·尼尔松于1879年分离出了氧化钪；佩尔·克莱韦于同年年底识别出这一对应关系，并将其通知了门捷列夫。门捷列夫于1871年预测了类硼，认为其原子量为44，而钪元素的质量数为44.955908。
1871年，门捷列夫预测了一种尚未发现的元素存在，他将其称为类铝（eka-aluminium，因为它在周期表中的位置与铝接近）。下表比较了类铝和实际的镓的性质，后者由保罗·埃米尔·勒科克·德布瓦博德兰于1875年发现，仅在门捷列夫做出预测后不久。
| 性质         | 性质         | 类铝             | 镓               |
| ------------ | ------------ | ---------------- | ---------------- |
| 原子量       | 原子量       | 68               | 69.723           |
| 密度 (g/cm3) | 密度 (g/cm3) | 6.0              | 5.91             |
| 熔点 (°C)    | 熔点 (°C)    | 低               | 29.76            |
| 氧化物       | 化学式       | Ea2O3            | Ga2O3            |
| 氧化物       | 密度         | 5.5 g/cm3        | 5.88 g/cm3       |
| 氧化物       | 溶解度       | 在酸和碱中均可溶 | 在酸和碱中均可溶 |
| 氯化物       | 化学式       | Ea2Cl6           | Ga2Cl6           |
| 氯化物       | 挥发性       | 易挥发           | 易挥发           |

锝于1937年由卡洛·佩里尔和埃米利奥·塞格雷分离，在门捷列夫逝世之后。他们从欧内斯特·劳伦斯在回旋加速器中用氘核轰击过的钼样品中分离出锝。门捷列夫于1871年预测类锰的原子量是100，而锝最稳定的同位素是98
Tc
。
锗在 1886 年被分离出来，并为当时的理论提供了最好的例证，因为它与邻近元素比门捷列夫之前证实的两个预言与其临近元素的差别更加显著。
| 性质         | 性质         | 类硅         | 镓              |
| ------------ | ------------ | ------------ | --------------- |
| 原子量       | 原子量       | 72           | 72.630          |
| 密度 (g/cm3) | 密度 (g/cm3) | 5.5          | 5.323           |
| 熔点 (°C)    | 熔点 (°C)    | 高           | 938             |
| 颜色         | 颜色         | 灰色         | 灰色            |
| 氧化物       | 类型         | 耐火二氧化物 | 耐火二氧化物    |
| 氧化物       | 密度 (g/cm3) | 4.7          | 4.228           |
| 氧化物       | 酸碱性       | 弱碱性       | 弱碱性          |
| 氯化物       | 沸点         | 100 °C 以下  | 86.5 °C (GeCl4) |
| 氯化物       | 密度 (g/cm3) | 1.9          | 1.879           |

## 其他预测
门捷列夫于1871年预测了钍（90号元素）和铀（92号元素）之间存在另一个元素。1900年，威廉·克鲁克斯从铀中分离出一种他无法识别的放射性物质——镤。在1913年和1918年，不同的镤被分离的消息在德国得到证实，但其直到1948年才被命名为 。自1945年格伦·西奥多·西博格关于锕系元素的观点被接受，钍、镤和铀被归类为锕系元素，因此，镤没有占据73号元素之下的第五周期元素类钽的位置。实际上的类钽是人工合成的105号超重元素𬭊。
门捷列夫在其1869年版的表格中隐含地预测了一个22号元素钛和40号元素锆的较重的类似元素，但在1871年他将57号元素镧放在了那个位置上。而1923年发现的铪泽证明了门捷列夫1869年预言的正确性。
| 门捷列夫的预测 | 现代名称 | 原子量 |
| -------------- | -------- | ------ |
| 类硼           | 钪，Sc   | 21     |
| 类铝           | 镓，Ga   | 31     |
| 类锡           | 锗，Ge   | 32     |
| 类锰           | 锝，Tc   | 43     |
| 二类锰         | 铼，Re   | 75     |
| 二类碲         | 钋，Po   | 84     |
| 二类铯         | 钫，Fr   | 87     |
| 类钽           | 镤，Pa   | 91     |

有些预测失败了，因为他没有意识到第六周期镧系元素的存在。

## 之后的预测
1902年，在接受了氦和氩存在的证据后，门捷列夫将这些稀有气体放在他的周期表的第0族。因为他怀疑原子理论是否能解释定比定律，他没有先验的理由相信氢是最轻的元素，而是认为在这些惰性的0族元素中存在一个假想的较轻元素尚未被发现，这个元素可能是放射性产生的原因。现在一部分元素周期表将中子放在这一位置（见0号元素），但是人们从未观测到这种元素。
门捷列夫还预测了一种较重的原氦元素——，名称来自日冕的一条无法解释的谱线。由于校准错误，得出的波长为 531.68 nm，校正后为最终为 530.3 nm。1939年，沃爾特·格羅特里安和本特·埃德倫最终识别出其源自FeXIV。
第0族中最轻的元素，也就是周期表中的第一个元素，被门捷列夫认为其原子质量介于 5.3×10−11 u 到 9.6×10−7 u。门捷列夫估计其动能速度大约为 2,500,000 m/s。门捷列夫认为这种气体近乎没有质量，可以渗透到所有物质中，而且其很少发生化学反应。这种超氢元素拥有高流动性和极小的质量，所以它会导致一种这样的情况：即它们可能是稀薄的，但看起来又非常致密。
门捷列夫后来在一本名为《一种以太的化学概念》（A Chemical Conception of the Ether，1904年）的小册子中发表了一种对以太的理论表述。他在1904年发表的内容再次提及了两种比氢元素轻的元素。他将“以太气体”视为一种由至少两种比氢元素轻的元素组成的星际大气。门捷列夫指出这些气体起源于恒星内部的剧烈轰击，而太阳是这种气体的最主要来源。根据门捷列夫的小册子，星际大气可能是由这两种元素和另外几种元素一起组成的。

## 拓展阅读
- Scerri, Eric. . New York: Oxford University Press. 2007. ISBN 978-0-19-530573-9.